# Square Samuel-Rousseau
Pour les articles homonymes, voir Samuel Rousseau (homonymie) et Rousseau.
Le square Samuel-Rousseau est un square du 7e arrondissement de Paris.

## Situation et accès

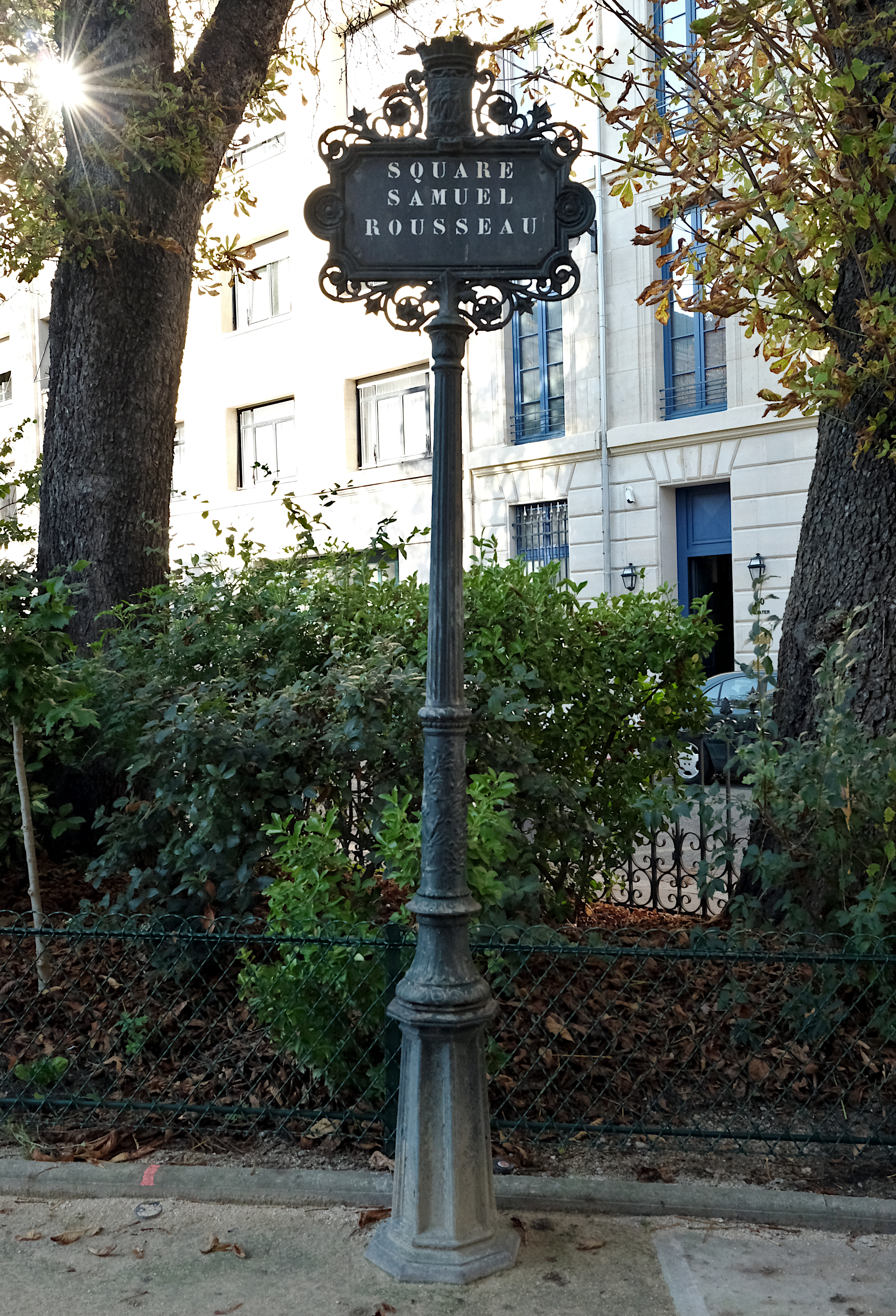
Poteau signalétique.

Le site accessible par le 2, rue Casimir-Périer est d'une superficie de 2 047 m2, et situé en face de la basilique Sainte-Clotilde.
Il est desservi par la ligne 12 à la station Solférino.

## Origine du nom
Le square honore le compositeur, organiste et musicographe français Samuel Rousseau (1853-1904), qui fut maître de chapelle à la basilique Sainte-Clotilde.

## Historique
Ce square a été créé en 1857 par Adolphe Alphand, sous le nom de « square Sainte-Clotilde » en raison du voisinage de l'église Sainte-Clotilde.

## Bâtiments remarquables et lieux de mémoire
Samuel Rousseau (1853-1904), était un compositeur et maître de chapelle français qui officia à la basilique Sainte-Clotilde.
Le square est orné de deux sculptures : L'Éducation maternelle, groupe en marbre réalisé en 1875 par Eugène Delaplanche et le Monument à César Franck, haut-relief en pierre réalisé par Alfred Lenoir en 1891. César Franck était titulaire des grandes orgues de la basilique Sainte-Clotilde de 1859 à 1890.

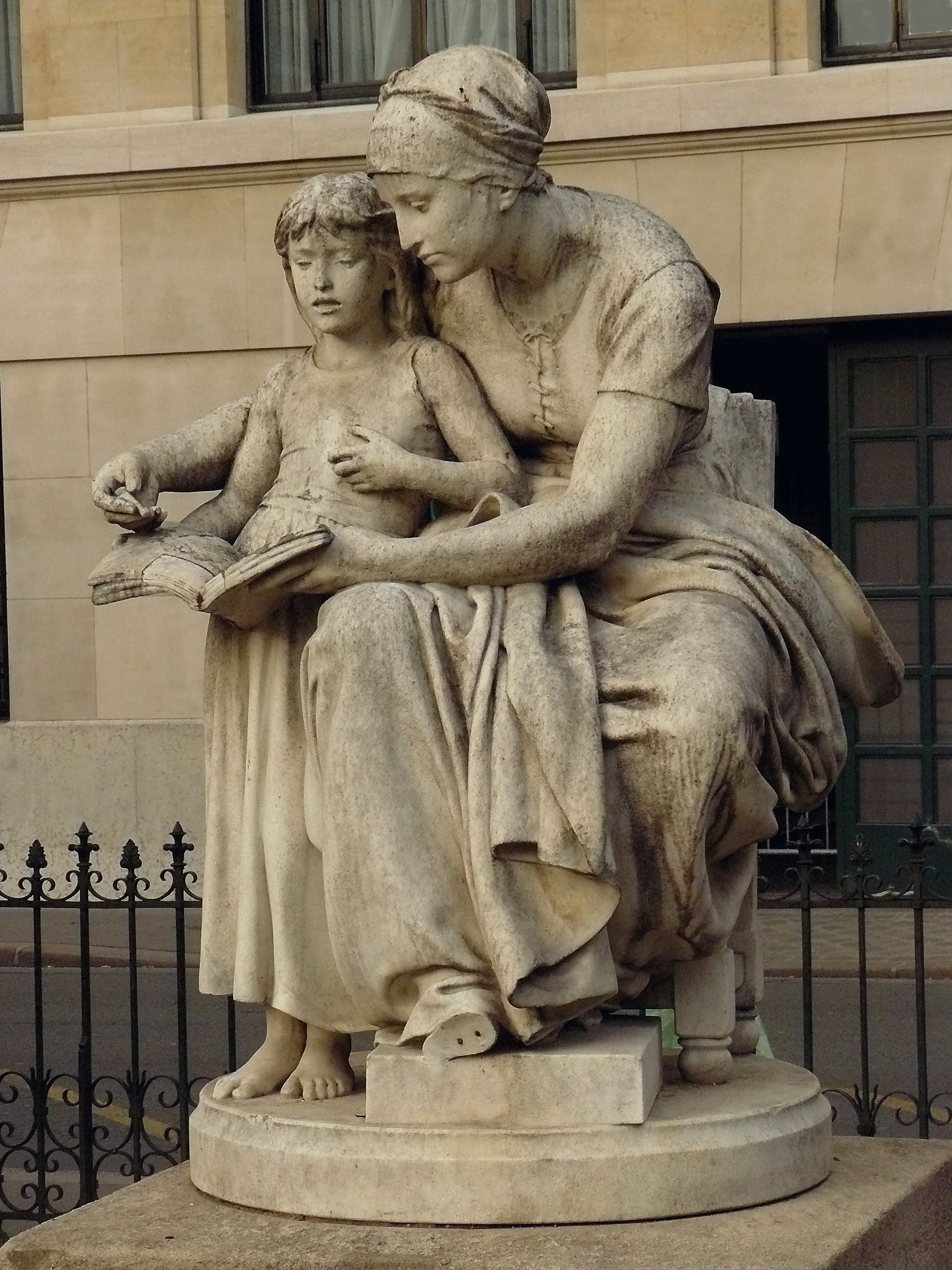
Eugène Delaplanche, L'Éducation maternelle (1875).
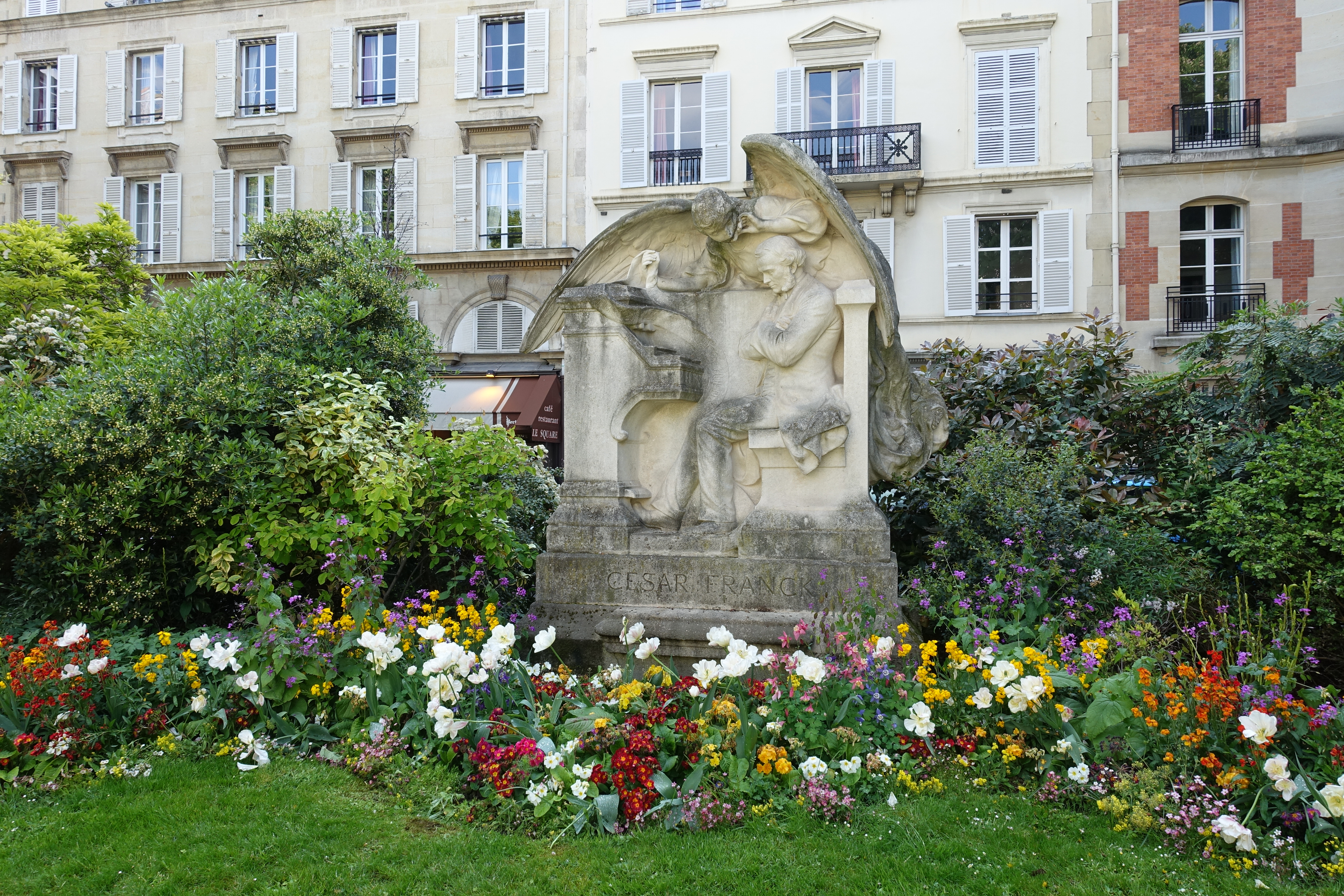
Alfred Lenoir, Monument à César Franck (1891).
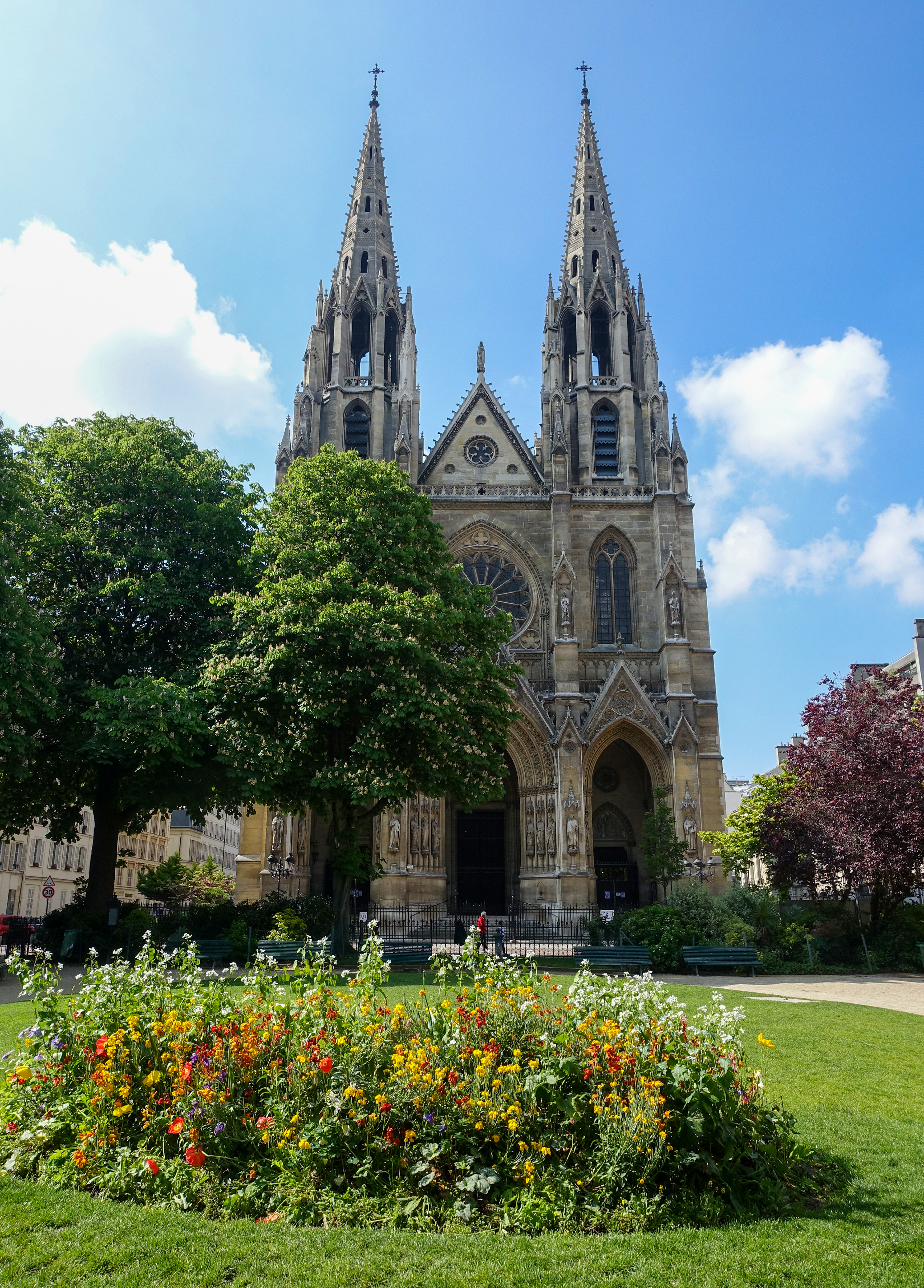
Le square avec la basilique Sainte-Clotilde.